# Commanderie de Roaix
 (août 2021).
Si vous disposez d'ouvrages ou d'articles de référence ou si vous connaissez des sites web de qualité traitant du thème abordé ici, merci de compléter l'article en donnant les références utiles à sa vérifiabilité et en les liant à la section « Notes et références ».
La Commanderie de Roaix est une commanderie hospitalière anciennement templière du XIIe siècle.

## Historique
La commanderie de Roaix est établie par l'évêque de Vaison-la-Romaine, en 1138, avec l'appui de plusieurs nobles, qui offrirent biens et propriétés. 
La charte du cartulaire de Roaix mentionne en 1150 la donation de fiefs non loin de Roaix aux templiers par Rostaing de Clostro et ses frères.

## Possessions
Les possessions de la commanderie n'ont cessé de s’agrandir, au fil du temps. Un cartulaire, dont la dernière édition date de 1231, recense l'ensemble des possessions de la commanderie.

## Organisation

### Le bâti
Les bâtiments principaux de la commanderie ont été construits de 1138 à 1141. Il subsiste de cette époque une chapelle de style roman dont l'abside comporte de nombreux signes lapidaires.